# Ilex socorroensis
Ilex socorroensis är en järneksväxtart som beskrevs av T. S.Brandegee. Ilex socorroensis ingår i släktet järnekar, och familjen järneksväxter. Inga underarter finns listade i Catalogue of Life.